# Posavski Podgajci
Posavski Podgajci su naselje u Cvelferiji, na prometnom pravcu Županja – Gunja. Administrativno pripadaju općini Drenovci. Svetkovina Presvetog Trojstva slavi se kao dan sela, prve nedjelje nakon blagdana Duhova.
Sjedište su poštanskog ureda broj 32258.

## Povijest
Nedaleko od sela Podgajci, oko potoka Ozrice, nalazio se srednjovjekovni plemićki posjed Alšan, točnije grad i franjevački samostan. Krajem 17. stoljeća žitelji Alšana prelaze u današnje Podgajce, koji se tada prvi put spominju kao naselje.

## Stanovništvo
Prema popisu stanovništva iz 2011. godine, Posavski Podgajci imaju 1255 stanovnika. Novi popis stanovništva pokazao je jednu tragičnu stvarnost mnogih mjesta unutar Republike Hrvatske. Naime, na popisu stanovništva iz 2021. godine, Posavski Podgajci imali su ukupno 883 stanovnika, što je s obzirom na prijašnji popis stanovništva iz 2011. ukupan pad od 372 stanovnika.
| broj stanovnika | 678   | 861   | 950   | 1030  | 1281  | 1071  | 1050  | 1101  | 1176  | 1386  | 1623  | 1682  | 1584  | 1518  | 1568  | 1255  | 883   |
|                 | 1857. | 1869. | 1880. | 1890. | 1900. | 1910. | 1921. | 1931. | 1948. | 1953. | 1961. | 1971. | 1981. | 1991. | 2001. | 2011. | 2021. |

## Obrazovanje
- OŠ Davorin Trstenjak[6]

## Poznate osobe
- Josip Krunić, hrvatski filmski pedagog
- Josip Lucić, hrvatski general
- Ivica Komljen, hrvatski general

## Šport
- NK Posavac Posavski Podgajci, županijski ligaš osnovan 1930. godine.[7] Klub se trenutno natječe u 1. ŽNL Vukovarsko-srijemskoj.